# اتین بروله
اتین بروله (Étienne Brûlé) (زادهٔ حدود ۱۵۹۲ – درگذشتهٔ حدود ژوئن ۱۶۳۳)،‏ اولین کاوشگر اروپایی بود که به آن سوی رودخانه سن‌لوران و به جاییکه امروزه به عنوان کانادا شناخته می‌شود سفر کرد. او بیشتر دوران بزرگسالی خود را در میان هورون‌ها گذراند، به زبان آن‌ها تسلط یافت و فرهنگ آن‌ها را آموخت. بروله، مترجم و راهنمای ساموئل دو شامپلن شد که بعدها بروله را به تعدادی مأموریت اکتشافی فرستاد، از جمله گمان می‌رود که او قبل از شامپلین به دریاچه‌های بزرگ رفته بود و پس از اولین ورود شامپلین به دریاچه هورون، دوباره به او پیوست. از جمله سفرهای زیاد او، اکتشافات خلیج گرجی و دریاچه هورون و همچنین رودخانه هامبر و اتاوا بود. شامپلین موافقت کرد که بروله را بنا به درخواست خود به عنوان مترجم بفرستد تا در سال ۱۶۱۰ در میان آنونچاتارون، یکی از مردمان آلگونکوین زندگی کند. در سال ۱۶۲۹، در طول جنگ انگلیس و فرانسه، پس از اسیرشدن توسط قبیله سنکا، فرار کرد. بروله توسط قبیله خرس از قوم هورون کشته شد که معتقد بودند او به آن‌ها در برابر سنکا، خیانت کرده‌است.

## اوایل زندگی در فرانسه
بروله در حدود ۱۵۹۲ در پاریس، فرانسه به دنیا آمد. بسیاری از دفاتر محلی شامپینی-سور-مارن، میان سال‌های ۱۵۹۰ و ۱۶۰۰ از دست رفتند، بنابراین تاریخ دقیق تولد بروله مشخص نیست. او در سال ۱۶۰۸، زمانی که تنها ۱۶ سال داشت به کانادا رفت. بروله هیچ خاطره یا شرحی از اوایل زندگی خود، در میان مردم بومی یا از سفرهای خود، به جای نگذاشته‌است؛ بنابراین، وجود او از طریق آثار دیگران از جمله شامپلین، ساگارد و بربوف مورد توجه قرار گرفته‌است.

## زندگی در فرانسه جدید
شامپلین دربارهٔ یک جوان که از سال ۱۶۰۸ در فرانسه جدید زندگی می‌کرد نوشت و بسیاری معتقدند که او، بروله جوان بوده‌است.
در ۱۳ ژوئن ۱۶۱۱، شامپلین برای دیدار با بروله برگشت که به طرز شگفت‌انگیزی تمام آنچه را که شامپلین از او خواسته بود، انجام داده بود.
به مدت چهار سال، شامپلین هیچ تماس یا ارتباطی با بروله نداشت تصور می‌شود که در آن زمان، او اولین اروپایی بوده که دریاچه‌های بزرگ را دیده‌است. در سال ۱۶۱۵، آن‌ها دوباره در هورنیا ملاقات کردند. بروله در آنجا شامپلین را از ماجراجویی‌ها و اکتشافات خود در آمریکای شمالی مطلع کرد. بروله توضیح داد که او به مترجم فرانسوی دیگری به نام گرنول، پیوسته‌است.
بروله به احتمال، چهار دریاچه از پنج دریاچه بزرگ - دریاچه هورون، دریاچه سوپریور، دریاچه ایری، دریاچه انتاریو-بازدید کرده و ممکن است دریاچه میشیگان را نیز دیده باشد. بروله به احتمال زیاد اولین اروپایی سفیدپوست بود که این سفرها را در سراسر آمریکای شمالی تکمیل کرد. در این سفرها او از مکان‌هایی مانند رودخانه اتاوا، رودخانه ماتاوا، دریاچه نیپیسینگ و رودخانه فرانسوی به خلیج جورجیا بازدید کرد. بروله توانست از خلیج جورجیا، به دریاچه هورون برود. او از رودخانه سنت ماری بالا رفت و به دریاچه سوپریور رسید. او از طریق دریاچه سیمکو، سفر کرد و از طریق تورنتو فعلی به دریاچه انتاریو رسید. بروله توانست از دریاچه انتاریو به ایالت نیویورک سفر کند و پنسیلوانیا را کاوش کند و با عبور از پایین رودخانه ساسکوئنا به خلیج چزاپیک برسد. همچنین گفته می‌شود که به احتمال بسیار زیاد، بروله یکی از اولین اروپاییانی بود که در کنار سواحل دریاچه ایری و دریاچه میشیگان ایستاد. او ماه‌ها را صرف بازدید از مردم بومی کرده بود که در امتداد دریاچه ایری، میان رودخانه‌های نیاگارا و دیترویت زندگی می‌کردند. اما از آنجاییکه هیچ نوشته‌ای از خود برجای نگذاشته‌است، تقریباً هیچ چیز قابل شناسایی در مورد قبایلی که او از آن‌ها بازدید کرد، شناخته شده نیست که بسیاری از آن‌ها چند دهه بعد در جنگ‌های بیور (جنگ‌های بیش از حد و پی در پی با بومیان) از دست رفتند.
شامپلین و یسوئی‌ها اغلب مخالف پذیرش آداب و رسوم هورون از طرف بروله و همچنین ارتباط او با تاجران پوست بودند که خارج از کنترل دولت استعماری بودند. بروله در سال ۱۶۱۸ به کبک بازگشت، اما شامپلین به او توصیه کرد که کاوش‌های خود را در میان هورون‌ها ادامه دهد. بروله بعداً به مدت یک سال در کبک محدود شد و در آنجا زبان بومیان را به یسوئیان آموزش داد. در سال ۱۶۲۶ بروله به فرانسه بازگشت و در آنجا به عنوان یک تاجر کار کرد و در سال ۱۶۲۶ یا ۱۶۲۷ با آلیزون کوفیر ازدواج کرد.
در سال ۱۶۲۹، بروله به مستعمره فرانسه جدید خیانت کرد. دیوید کرکه و برادرانش، تاجران انگلیسی استخراج هوگنوت، ۱۰۰ تپانچه به بروله و سه تن از همراهانش پرداخت کردند تا کشتی‌های‌شان را در رودخانه سنت لارنس هدایت کنند و «بی‌شک اطلاعاتی در مورد وضعیت ناامیدکننده پادگان کبک به او دادند» که کرکه‌ها را برای حمله به آن، جسور کرد. پس از سال ۱۶۲۹، بروله به زندگی با بومیان ادامه داد و به عنوان مترجم در معاملات آن‌ها با بازرگانان فرانسوی عمل کرد.

## وفات
در سال ۱۶۳۳، بروله در توآنچه، در شبه جزیره پنتانگویشن درگذشت. با این حال وقایع واقعی درمورد مرگ او نامشخص است. شایعات مرگ او، ابتدا از طریق گزارش‌های شخص دوم و سوم، اغلب توسط آلگونکوین‌ها به کبک رسید که در آن زمان گمان می‌رفت در یک مناقشه تجاری با هورون‌ها بودند.
یک نظریه این است که او در نبرد، توسط سنکا ایگوئیز اسیر شد. اگرچه او موفق به فرار شد، اما وقتی به خانه خود در میان هورون‌ها بازگشت، داستان او را باور نکردند. به دلیل مشکوک‌بودن او به تجارت با سنکاها، بروله را با چاقو کشتند - جسد او را تکه‌تکه کردند و روستاییان آن را خوردند. با این حال، بر خلاف این نظریه، هیچ مدرک قوم‌شناسی مبنی بر اینکه هورون‌ها آدم‌خواری می‌کردند، وجود ندارد.
همچنین به نظر می‌رسد که قتل بروله نیز در میان مردم هورون بحث‌برانگیز بوده‌است. بلافاصله پس از مرگ او، توآنچه رها شد و پس از این، ونریو و ایهوناتیریا، تأسیس شدند - که نشان می‌دهد، شکافی در قبیله میان کسانی که از قتل بروله حمایت می‌کردند و کسانی که حمایت نمی‌کردند، شکل گرفته بود.
برای پیچیده‌ترکردن موضوع، پدر لو ژون، در مقالهٔ خود در سال ۱۶۳۳ در روابط یسوئی نوشت؛ در آخرین روز ژوئن ۱۶۳۳ با یک مترجم فرانسوی در میان فرستاده هورون‌ها که سال‌ها با آن‌ها زندگی می‌کرد، ملاقات کرده‌است. با وجود گزارش‌های متناقض مبنی بر اینکه بروله قبلاً مُرده است، مشخص نیست که لو ژون، به چه کسی غیر از بروله اشاره می-کند.